# Roodschouderara
De roodschouderara (Diopsittaca nobilis) is een papegaaiachtige uit de familie van de papegaaien van Afrika en de Nieuwe Wereld (Psittacidae). De wetenschappelijke naam van de soort werd als Psittacus nobilis in 1758 gepubliceerd door Carl Linnaeus.

## Taxonomie
De roodschouderara werd ook wel ingedeeld in het geslacht Ara maar staat op de IOC World Bird List als monotypische soort in het geslacht Diopsittaca.

## Uiterlijk
Met een lengte van 30 tot 35 cm en een gewicht van 120 tot 170 gram is deze ara de kleinste van alle ara soorten. Het dier heeft wel de typische bouw van de ara. Een lange spitse staart, een relatief groot hoofd en een krachtige snavel. Het verenkleed van de vogels is overwegend olijfgroen. De veren op de kroon hebben een donkerblauwe teint. De vleugels en staart zijn groen aan de bovenzijde en aan de onderzijde olijfgroen. De punten en de randen van de vleugels, met name aan de onderzijde zijn rood van kleur. Als de vleugels zijn ingeklapt is alleen een rode vlek aan de bovenzijde zichtbaar waardoor de vogel de naam roodschouderara heeft gekregen. De irissen zijn oranje. De huid rondom de ogen is naakt en heeft een witte kleur. Op de naakte huid zijn enkele dunne donkere veerlijnen waar te nemen welke worden veroorzaakt door stoppelige zwarte veren. De naakte huid is betreffende de afmeting kleiner dan de naakte huidvlekken van andere ara soorten. De snavel is evenals de poten grijs.
De ondersoort D. n. cumanensis valt te herkennen aan de lichtere, hoornkleurige bovensnavel. D. n. nobilis is te herkennen aan de iets zwartere kleur van de snavel. D. n. longipennis ten slotte is iets groter door de wat langere staartpennen.
Tussen het mannetje en het vrouwtje zitten nauwelijks waarneembare verschillen (geringe seksuele dimorfie). Mannetjes hebben soms een iets plattere kop en een wat dikkere snavel. Het mannetje oogt soms ook wat forser van formaat.

## Verspreiding en leefgebied
Deze vogel wordt aangetroffen in de landen Bolivia, Brazilië, Frans Guyana, Guyana, Peru, Suriname en Venezuela. D.n. cumanensis komt voor in Brazilië en het grensgebied Bolivia en Pero. D. n. longipenis is alleen te vinden in Brazilië. D. n. nobilis komt voor in Brazilië, Frans Guyana, Guyana, Suriname en Venezuela. De vogel leeft in zowel droge als vochtige tropische en subtropische wouden. Daarnaast komt hij voor in savannes met voldoende begroeiing en moerassen.
Er worden drie ondersoorten onderscheiden:
- D. n. nobilis – Hahns ara of Hahns dwergara - oostelijk Venezuela, de Guyana's, noordelijk Brazilië
- D. n. cumanensis (Lichtenstein, 1823) – het noordelijke deel van Centraal- en noordoostelijk Brazilië bezuiden de Amazonerivier
- D. n. longipennis Neumann, 1931 – centraal en zuidelijk Brazilië, noordoostelijk Bolivia, zuidoostelijk Peru

## Voedsel
Op het menu van deze ara staan vruchten, zaden, noten en soms boomschors.

## Voortplanting
Mannetjes en vrouwtjes vormen paartjes voor het leven. Vrouwtjes leggen 3 tot 4 witte eitjes in een boomholte. De eitjes worden door de vrouwtjes uitgebroed. De broedtijd ligt tussen de 24 tot 26 dagen. De jongen kruipen naakt en blind uit het ei en vliegen na 54 dagen uit.

## Afbeeldingen

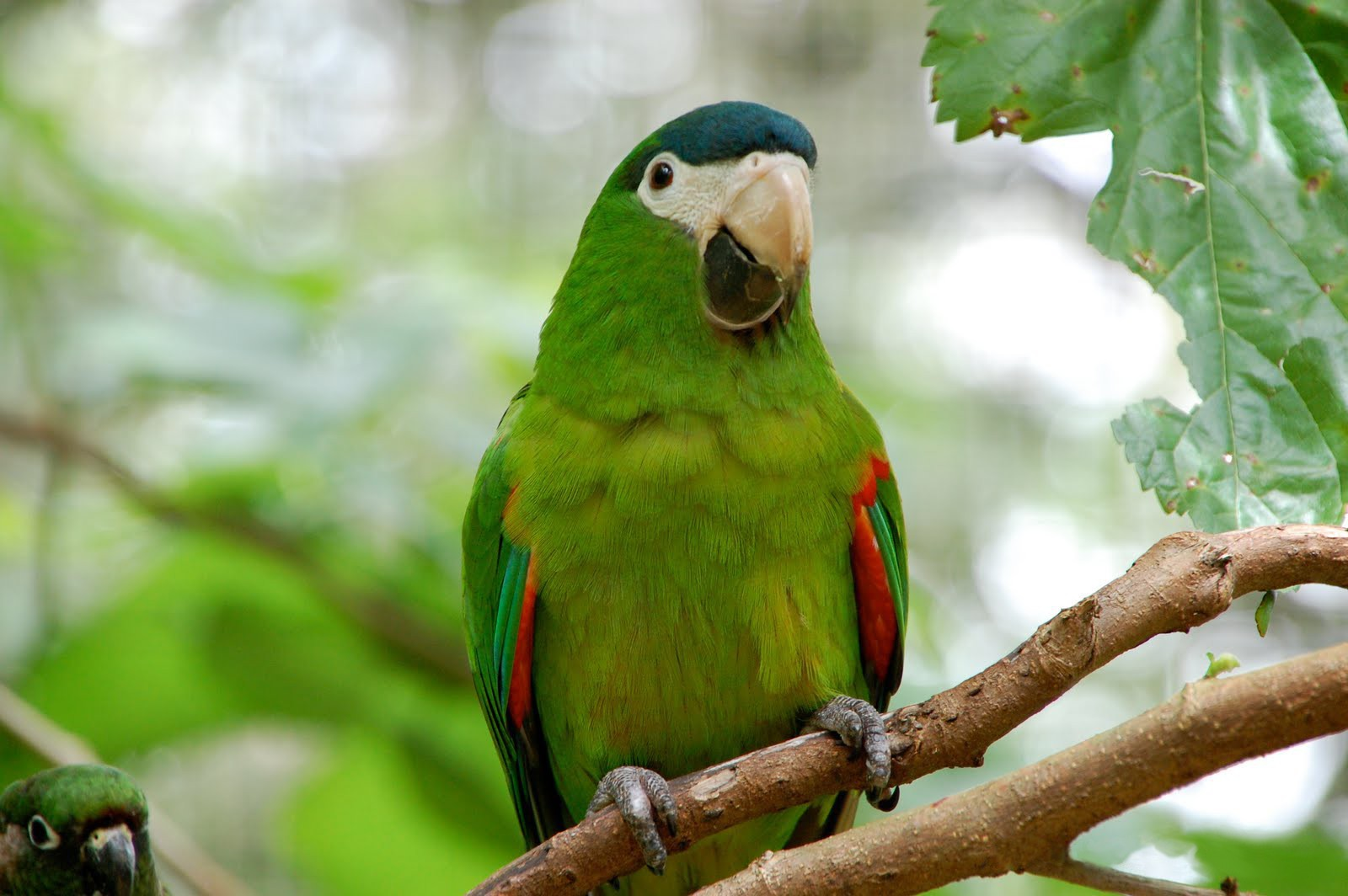
D. n. cumanensis
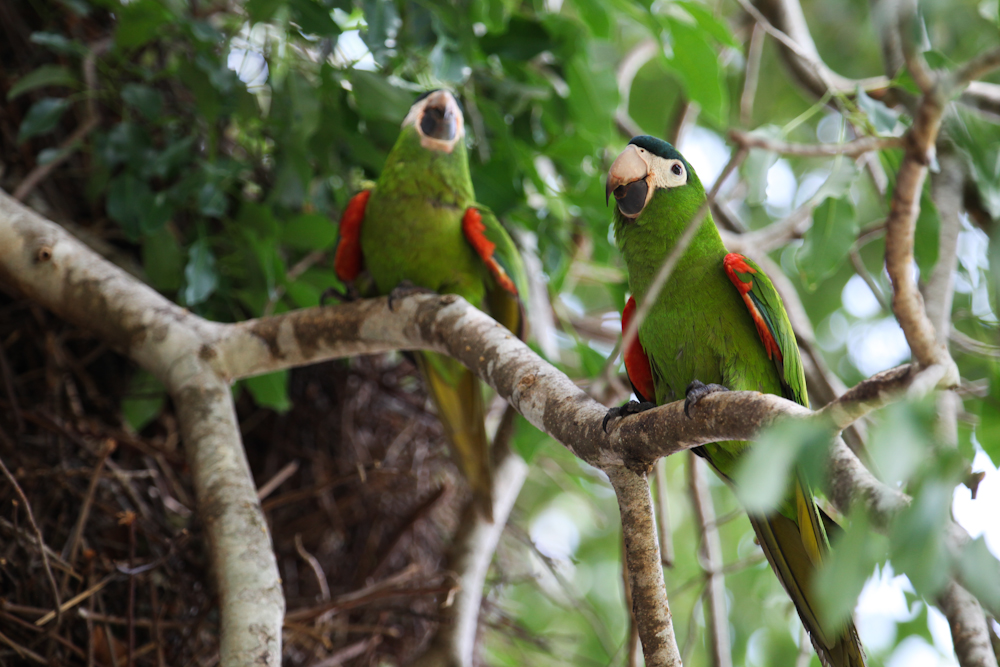
D. n. cumanensis
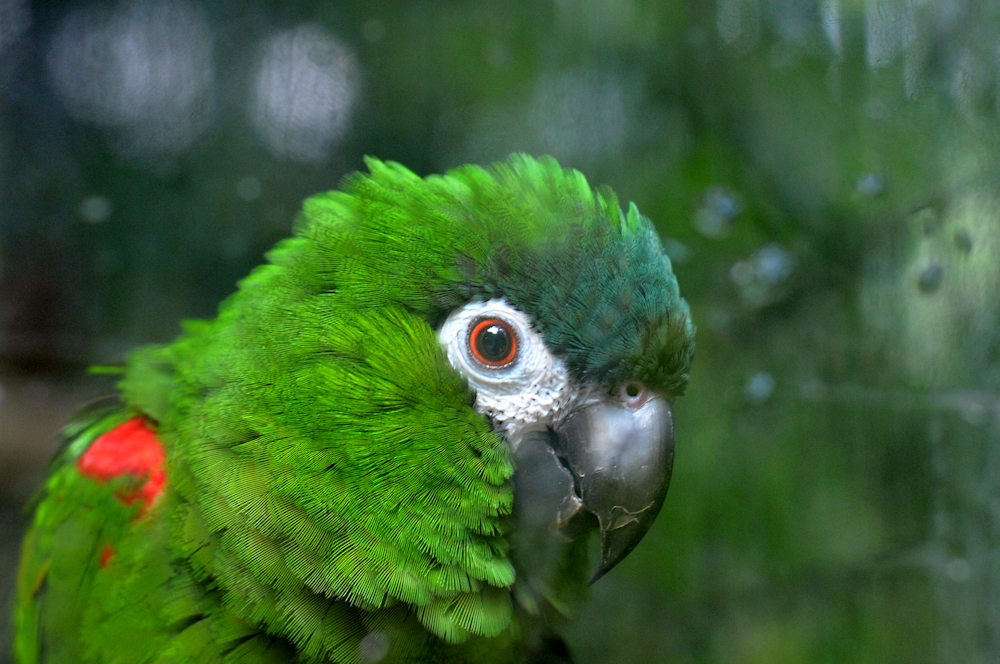
D. n. nobilis
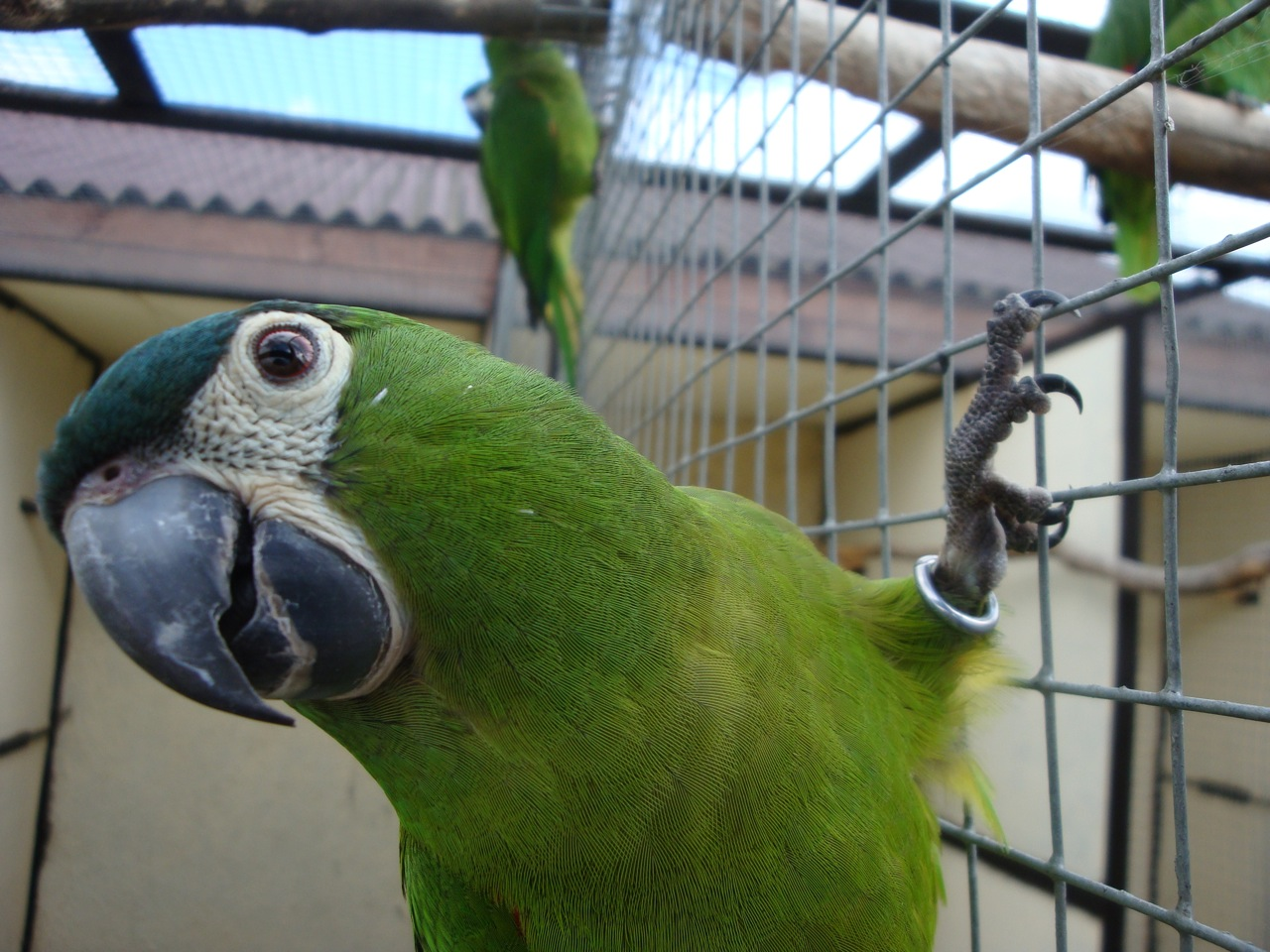
D. n. nobilis